# Cressogno
Cressogno ist eine Fraktion der italienischen Gemeinde Valsolda in der Provinz Como, Lombardei.

## Geographie
Cressogno liegt am Ufer des nordöstlichen Arms des Luganer Sees in den Luganer Voralpen auf 277 m s.l.m. zwischen Lugano und Porlezza nur wenige Kilometer von der Grenze zwischen Italien und der Schweiz und Gandria entfernt. Die Fraktion grenzt an die Fraktion Cima, die zur Gemeinde Porlezza gehört.

## Geschichte
Cressogno war lange Zeit eine unabhängige Gemeinde innerhalb der Zwölf Terren (Albogasio, Casarico, Castello, Cima, Dasio, Drano, Loggio, Oria, Puria, San Mamete und Bisnago, wobei letzteres auch als Roncaglia bekannt ist und auf der anderen Seite des Sees liegt.), die das Lehen von Valsolda bildeten, das von alters her bis zum Ende des Herzogtums Mailand von der Erzbistum Mailand regiert wurde.
Während die spanische Regierung (16. – 17. Jahrhundert), wie alle anderen im Tal hatte begrenzte Befugnisse wie die praktischen Bedürfnisse des gewöhnlichen Lebens, die meisten öffentlichen verursacht hatte Funktionen wurden gemeinsam von der Generalrat von Valsolda behandelt.
Die Pieve  (Kirchengemeinde) bereits durch 1797 die Ankunft der französischen revolutionären Truppen unterdrückt, das Tal fand bald 1805 seine administrative Einheit durch die Verschmelzung aller Gemeinden zu einer Einheit durch die Proklamation zum Königreich Italien (1805–1814).
Die Rückkehr zum Königreich Lombardo-Venetien bedeutete die Auflösung aller Gewerkschaften und geöffneten Cressogno mehr als ein Jahrhundert der separate Verabreichung. 1853 das Dorf hatte 113 Einwohner aber nur 79 in (1871). Im Jahr 1921 gab es nur 135 Einwohner. 
Im Jahr 1928 beschloss die faschistische Regierung, die Gemeinde endgültig aufzulösen und die alte Einheit des Tals wiederherzustellen, indem sie die Gemeinde Valsolda gründete.

## Sehenswürdigkeiten

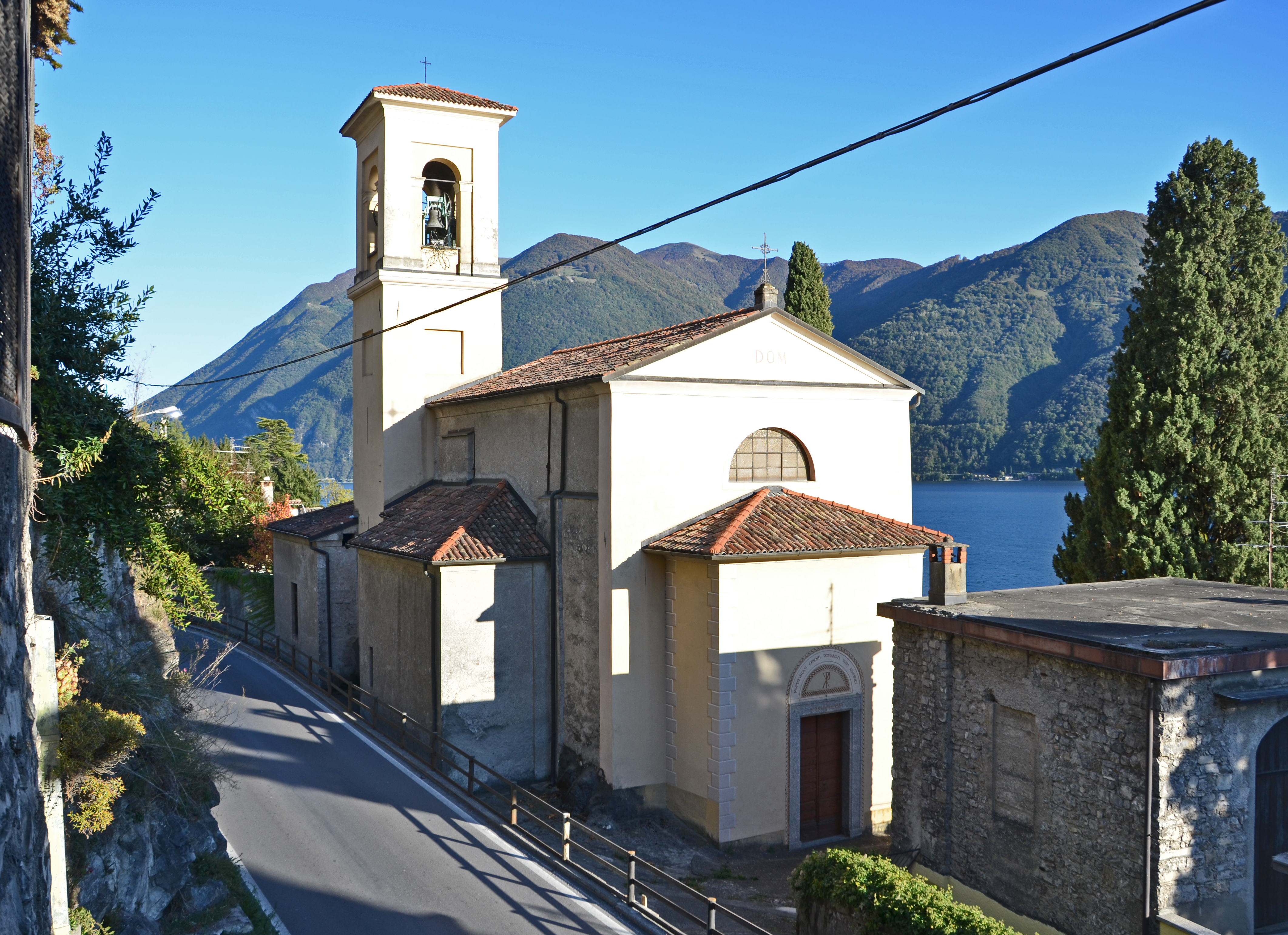
Fassade der Kirche San Nicolao

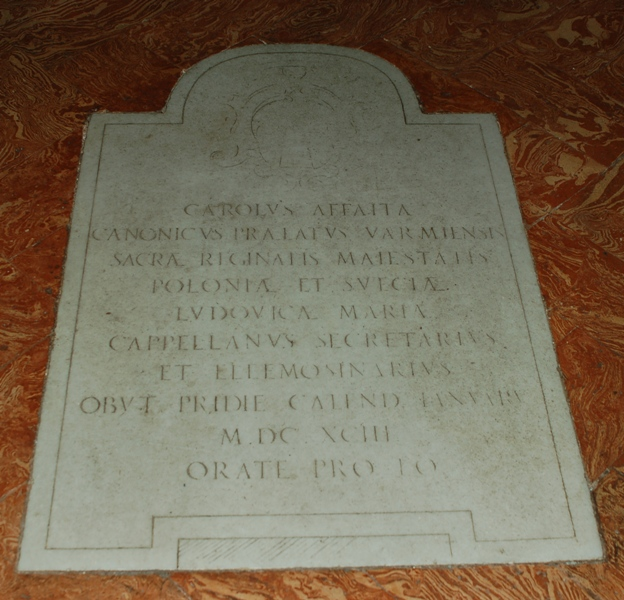
Grab von Carlo Ambrogio Affaitati

- Kirche San Nicola di Mira. Bereits 1677 erwähnt, wurde die Kirche 1683 zur Pfarrkirche umgebaut. Außen befindet sich in einer Nische in der südlichen Außenwand eine kleine Statue des Titularheiligen. Demselben Heiligen sind auch einige Fresken gewidmet, die im Inneren das Presbyterium schmücken. Zwei von ihnen beziehen sich auf Episoden, die dem Leben des Heiligen zugeschrieben werden: Sankt Nikolaus befiehlt die Zerstörung eines heidnischen Tempels (Sankt Nikolaus ist mit Gesichtszügen dargestellt, die an die des Heiligen Karl Borromäus erinnern) und Sankt Nikolaus gibt Gold für die Mitgift junger Mädchen. Ein anderes Fresko zeigt Zwei Priester in einem Boot, die, nachdem sie zum Heiligen gebetet haben, eine Ölamphore voller kleiner Dämonen in den See gießen, um einen Sturm zu beruhigen, der von einem weiblichen Teufel entfesselt wurde.[2][3]
- Wallfahrtskirche Madonna della Caravina. Das Heiligtum wurde während des Kampfes gegen die Ketzerei zwischen 1562 und 1582 errichtet, nachdem sich im 16. Jahrhundert in der Nähe einer kleinen Kapelle Wunder ereignet hatten. Das Gebäude wurde 1663 umgebaut und sein Inneres ist mit Fresken aus dem 17. Jahrhundert geschmückt. Es gibt Gemälde von Isidoro Bianchi aus Campione d’Italia (1648–1655), sowie eine Verkündigung von Salvatore Pozzi, (1646) und eine Heimsuchung von Giovan Battista Pozzo Junior (1640). Im Jahr 1682 wurde das Heiligtum vorübergehend als Sitz der Pfarrei von Cressogno genutzt.[4][5]
- Oratorium San Carlo. Der kleine Tempel von San Carlo Borromeo wurde 1617 nach einem Projekt von Pellegrino Tibaldi aus Puria gebaut.[6]
- Villa Prina[7]

## Verkehr
Der vom Tourismus geprägte Ort ist von Lugano her mit dem Auto über die Staatsstraße SS340 „Regina“ oder per Schiff erreichbar. 
In Cressogno endet der Tunnel zwischen der Schweizer Grenze und Porlezza. Nach über 25 Jahren Bauzeit wurde der Tunnel im Frühjahr 2013 eröffnet.

## Persönlichkeiten
- Giovanni Antonio Paracca genannt il Valsoldo (um 1561–1597), Bildhauer[8][9]
- Giovanni Antonio Peracca genannt il Valsoldino (* um 1565 in Cressogno; † nach 1646 ebenda ?), Sohn von Pietro, Bildhauer in Rom[10]